# かいばしら
九十九黄助（1988年〈昭和63〉6月2日 - ）は、日本の俳優、YouTuber。
鹿児島県・種子島出身。マグニファイエンタテインメント所属。

## 経歴
中種子町立野間中学校卒業（現中種子町立中種子中学校）。高校卒業後、千葉県市原市の一般企業に就職し、1年後に退職。その後上京し、俳優の養成所に入所。新聞奨学生として働きながら、演技を学ぶ。卒業後、アルバイトをしながら俳優の下積みを経験。俳優業を一時期休止し、コールセンターで働いていた頃、ニコニコ動画にてゲーム実況の投稿を始める。2017年に自身のYouTubeチャンネル「劇団かいばしら」を開設。主に映画や小説などの紹介動画を投稿している。2020年にはサブチャンネルとなる「かいばしら（すごい）」を開設。自身の俳優活動報告、雑談トーク、ゲーム実況などの動画を投稿している。
2023年の映画「白石晃士の決して送ってこないで下さい【劇場版】」にて映画初主演。
2025年3月9日にXにて、「かいばしら」から「九十九黄助（つくもきすけ）」に改名することを発表。それに伴いYouTubeのチャンネル名も変更し、メインチャンネルを「黄助の99劇場」、サブチャンネルを「九十九黄助」に変更した。
2025年3月10日にYellOwlという名義で楽曲「うつし世」を公開した。

## 人物・エピソード
・趣味：映画鑑賞、ゲーム、漫画、散歩、小説、カメラ、動画制作、アクロバット、バク転
・資格：中型自動車免許所持。
・実家は内装の自営業
・好きな映画のジャンルは、ホラー
アルバイト時代に歌舞伎町のホストをしていた時期がある。俳優業を休止中に、大阪でなんでも屋をしていた。

## 出演

### 長編映画
- 帰ってきた宮田バスターズ（株）（2022年8月20日）（カイバシラ名義）
- 白石晃士の決して送って来ないで下さい【劇場版】 （2023年10月13日）-  主演 圭介 役[4]
- ベイビーわるきゅーれ　ナイスデイズ（2024年9月27日）- 松浦 役[5]
- ネムルバカ（2025年3月20日）[6][7] - 志垣店長 役
- 〇〇式（2025年6月27日）- 主演 役名不明 役
- 近畿地方のある場所について（2025年8月8日） - 凸劇ヒトバシラ 役

### 短編映画
- 1（2021年8月28日）[8]（監督兼任）

### テレビドラマ
- 悪魔はそこに居る（2023年2月9日-、Paravi）
- MALICE（2023年9月14日-、U-NEXT）- Kばしら（動画配信者）役[9]
- 初恋ハラスメント〜私の恋がこんなに地獄なワケがない〜（2024年3月30日、中京テレビ）[10]
- 日本テレビ開局70年スペシャルドラマ「テレビ報道記者〜ニュースをつないだ女たち〜」（2024年3月5日、日本テレビ）- 編集マン 役[11]
- 初恋不倫〜この恋を初恋と呼んでいいですか〜（2024年7月4日 - 9月5日、BSテレビ東京）- 坂田 役[12]
- 最寄りのユートピア（2024年9月25日、フジテレビ）- 居酒屋の店員[13]
- つづ井さん（2024年10月11日 - 12月27日、読売テレビ）- 担当編集・白川 役[14]

### CM
- 「OpenWork」TVCM「よし決めた」編 メインキャスト[15]（2023年）
- 「LINEポケットマネー」WEBCM「いつものLINEで完結」篇[16]（2024年）
- 「住信SBIネット銀行」WEBCM「なんでなの？『ATM手数料無料篇』」（15秒・30秒）（2024年）[17]

### MV
- さよならレイニードロップ 「君のかわり」（2020年9月20日）
- さよならレイニードロップ「魔性」（2023年12月10日）
- クリープハイプ　「喉仏」（2024年4月17日）

### 舞台
- 舞台『春、さようならは言わない。』（2025年3月13日 - 18日、Mixalive TOKYO Hall Mixa） - 稲川輝男 役[18]
- 舞台『大都怪』（2025年6月28日 - 29日、新宿村LIVE）- 神田 役（映像コントで出演）

## ディスコグラフィ

### シングル

#### 配信限定シングル（YellOwl）
| #   | 配信日 | 配信日  | タイトル   | 作詞・作曲                         |
| --- | ------ | ------- | ---------- | ---------------------------------- |
| 1st | 2025年 | 3月9日  | うつし世   | 作詞：九十九黄助 作曲：Kamekichii! |
| 2nd | 2025年 | 7月11日 | なげきむし | 作詞：九十九黄助 作曲：Kamekichii! |

#### 配信限定シングル（かいばしら as 志垣店長）
| 配信日 | 配信日  | タイトル   | 作詞・作曲                               | 備考                               |
| ------ | ------- | ---------- | ---------------------------------------- | ---------------------------------- |
| 2025年 | 3月19日 | レジェンド | 作詞：かいばしら 作曲・編曲：Kamekichii! | 映画『ネムルバカ』オリジナルソング |

### ミュージックビデオ
| 配信日 | 配信日  | タイトル   | 監督     | 動画       |
| ------ | ------- | ---------- | -------- | ---------- |
| 2025年 | 3月10日 | うつし世   | 山口淳太 | [ 動画 1 ] |
| 2025年 | 7月11日 | なげきむし | 早瀬重希 | [ 動画 2 ] |

### 動画
1. ↑  『YellOwl「うつし世」MV』2025年3月10日。2025年4月26日閲覧。
2. ↑  『YellOwl『なげきむし』Music Video』2025年7月11日。2025年8月10日閲覧。